# Luknjana kartica
Luknjana kartica je računalniški pomnilniški medij, ki je bil uporabljan za vnos in shranjevanje podatkov v začetnem obdobju elektronske informatike.
Kartica je narejena iz trdega papirja, luknje v njej pa predstavljajo podatke. Izumil jo je ameriški statistik Herman Hollerith (1860-1926), v uporabi pa je bila do 70-ih let 20. stoletja in je bila poznana tudi kot IBM kartica. Poleg te kartice (80 stolpcev) obstaja (je obstajalo) še nekaj tipov kartic.

## Zgodovina
Luknjane kartice so se pojavile mnogo pred računalniki. Uporabljale so se v tekstilni industriji - kot pripomoček pri tkanju vzorcev jih je kot prvi uporabil leta 1725 Basile Bouchon (pravzaprav je šlo za trak luknjanega papirja), kasneje je njegovo idejo izboljšal Jean-Baptiste Falcon.
Charles Babbage je prav tako razmišljal v tej smeri, pri izdelavi analitičnega stroja je uporabil idejo Josepha Jacquarda o luknjani kartici, ki naj bi kontrolirala zaporedje izvajanja kalkulacij na analitičnem stroju. Take kartice so se uporabljale do konca 19. stoletja v enostavnejših tabulirnih strojih. Herman Hollerithove kartice (kot se včasih tudi reče luknjanim karticam) je Hollerith patentiral leta 1887. Dimenzije so bile 90 mm × 215 mm - zaradi preprostega razloga, ker je bil dolarski bankovec takrat te velikosti, tako da so lahko kartice shranjevali tudi v prostore namenjene za shranjevanje denarja. Leta 1928 so uvedli standardno velikost kartic - 187.325 × 82.55 mm.
Hollerith je leta 1896 ustanovil podjetje Tabulating machines company, ki se je še z dvema drugima firmama združila v IBM. Zato se je reklo luknjanim karticam tudi IBM-kartice. Imele so 80 stolpcev, 12 vrstic in so predstavljale 80 znakov.
Sistemi, ki so uporabljali luknjane kartice, so v večini izginili konec 70-tih let dvajsetega stoletja, predvsem zaradi tega, ker so diskete ter diski postajali vse bolj dostopni.

## Uporaba
Na luknjani kartici so številke in črke izražene s kombinacijami lukenj. Odčitavanje poteka podobno kot pri luknjanem traku. Vhodna enota vsebuje pregledovalnik kartic; vsak niz lukenj pregleda poseben svetlobni snop.Ob prehodu luknje pade svetloba na fotocelico, ki je za kartico, ter odda električni impulz.